# Vert-le-Grand
Vert-le-Grand é uma comuna francesa na região administrativa da Ilha de França, no departamento de Essonne. Estende-se por uma área de 15.93 km². Em 2010 a comuna tinha 2 297 habitantes (densidade: 144,2 hab./km²).